# Менке, Отто
Отто Менке (нем. Otto Mencke, 1644—1707) — немецкий учёный, профессор и многократный ректор Лейпцигского университета. Основатель первого немецкого научного журнала «Acta eruditorum».

## Биография
Отто Менке был старшим сыном ольденбургского купца и члена городского совета Иоганна Менке (1606—1688) и Анны-Софии Шписмахер — дочери бургомистра Ольденбурга. Окончив латинскую школу в Ольденбурге и Gymnasium illustre в Бремене, он записался в студенты Лейпцигского университета, посвятив себя изучению философии, и в 1664 году получил степень магистра (magister atrium). После семестра теологических штудий в следующем году в Йене, он вернулся в Лейпциг, обратившись к изучению юриспруденции.
По завершении образовательного путешествия по Нидерландам и Англии Менке преподавал как приват-доцент и с 1667 года занимал пост асессора философского факультета Лейпцигского университета. В 1668 году он защитил докторскую диссертацию у Якоба Томазия, получив год спустя кафедру практической философии, и читал лекции по морали и политике. В своих лекциях он опирался, прежде всего, на наследие Гуго Гроция, изложенное в трактате «О праве войны и мира», и одним из первых апеллировал к идее всеобщего (естественного) права. Несмотря на это, Менке удалось сохранить свои позиции, не настроив против себя сторонников ортодоксального правового позитивизма, как это случилось с Христианом Томазием. Продолжая между тем изучение теологии, в 1670 году он получил также степень бакалавра и в 1671 году — степень лиценциата теологии, приобретя возможность читать лекции и по этой дисциплине.
Гораздо большее значение имело, однако, основание первого регулярного критического научно-литературного журнала Германии «Acta eruditorum» по примеру французского «Journal des sçavans». Идея журнала родилась, по всей видимости, в недрах гуманистического литературно-научного салона Collegium Gellianum, объединявшего известнейших учёных города, с целью сделать доклады и дискуссии членов салона доступными широкой публике. С целью придать журналу вес и призвание в научном мире Отто Менке предпринял в 1680 году очередное путешествие в Голландию и в Англию, посетив среди прочего Иоганна Гревиуса в Утрехте, Гроновия в Лейдене, Геншена и Папеброха в Антверпене, Хейнсия в Гааге, Уоллиса в Оксфорде и Исаака Восса в Лондоне, а также установил письменный контакт с целым рядом французских и итальянских авторов. Наконец, в 1682 году началось помесячное издание нового журнала, при этом к работе над первым номером удалось привлечь таких в своё время известных теологов как Валентин Альберти, Иоганн Бенедикт Карпцов II, Томас Иттиг, Иоганн Киприан, Адам Рехенберг, Романус Теллер, юристов Генриха Самуила Экхольда и Фридриха Бенедикта Карпцова, медиков Михаэля Этмюллера и Иоганна Бона, философа Антона Гюнтера Хесхузия, филолога Иоганна Олеария, математика Кристофа Пфауца, астронома Джона Флемстида и врача Жакоба Спона. Позднее авторами «Acta eruditorum» были Лейбниц, Якоб Бернулли, Эренфрид фон Чирнхауз и Фейт Зекендорф. Сам Отто Менке оставил после себя незначительное число письменных работ, посвящая своё время редакции и изданию «Acta eruditorum» и успев до своей смерти выпустить 25 томов журнала и три сопроводительных тома.

## Семья
В 1672 году Отто Менке женился на Магдалене Сибилле Берлих (1656—1703) — дочери профессора права из Йены Бурхарда Берлиха, носившего позднее титул придворного советника в Дрездене. Один из их троих детей умер уже детском возрасте; сын Иоганн Буркхардт Менке (1674—1732) был профессором Лейпцигского университета и продолжил издание «Acta eruditorum»; дочь Анна София (1678—1714) была замужем за Иоганном Кристианом Вихмансхаузеном (1663—1727), профессором восточных языков и библиотекарем из Виттенберга.
- Людер Менке (1658—1726), профессор права Лейпцигского университета, приходился Отто Менке двоюродным братом.
- Фридрих Отто Менке (1708—1754), правовед из Лейпцига, внук Отто Менке.